# Jean-Pierre de Beaulieu
Jean-Pierre de Beaulieu (født 26. oktober 1725 i Lathuy, Brabant, død 22. december 1819 i Linz) var en østrigsk baron og general.

## Biografi
Beaulieu var generaladjudant under Syvårskrigen hos Daun, havde ved udbruddet af den brabantske Revolution kommandoen over et østrigsk korps og bidrog meget til opstandens hurtige undertrykkelse, hvorefter han i 1790 blev generalmajor. I den franske revolutionskrig deltog han med udmærkelse (blandt andet dækkede han tilbagetoget fra Jemappes 1792); I 1796 blev han felttøjmester og øverstkommanderende for hæren i Italien, men blev slået i kampene ved Montenotte og Lodi og overgav kort efter kommandoen til Wurmser.